# Pervagor spilosoma
Cá bò giấy đuôi quạt (Danh pháp khoa học: Pervagor spilosoma) là một loài cá biển trong họ Monacanthidae xuất xứ từ vùng biển Ấn Độ Dương-Thái Bình Dương và xuất hiện trong những vùng nước cạn, các rặng san hô được bao bọc từ biển Đông Ấn cho đến quần đảo Hawaii. Đây là một trong những loài đẹp nhất thuộc chi Pervagor. Nó có thể đạt đến kích thước 15 cm. 

## Cá cảnh
Khi nuôi cần cung cấp tảo một cách thường xuyên chẳng hạn như rong biển tấm nori cũng như các loại thịt. Nên cho cá ăn tối thiểu ba lần mỗi ngày. Tốt nhất chỉ nên nuôi một con hay một cặp cá bò giấy đuôi quạt và trong môi trường có nhiều đá tảng, nơi chúng có thể bơi lượn giữa những khe trống hay xung quanh tảng đá để tìm kiếm thức ăn. Khi nuôi chúng nên được cung cấp san hô đá và san hô sừng tươi sống.